# Шореньга
Шореньга — река в России, протекает по Тотемскому району Вологодской области. Устье реки находится в 7 км от устья реки Царевы по левому берегу. Длина реки составляет 20 км.
Исток находится в болотах в 14 км к западу от Тотьмы. Шореньга петляет по заболоченным лесам, генеральное направление течения — юго-восток. Населённых пунктов на реке нет.

## Данные водного реестра
По данным государственного водного реестра России относится к Двинско-Печорскому бассейновому округу, водохозяйственный участок реки — Северная Двина от начала реки до впадения реки Вычегда, без рек Юг и Сухона (от истока до Кубенского гидроузла), речной подбассейн реки — Сухона. Речной бассейн реки — Северная Двина.
Код объекта в государственном водном реестре — 03020100312103000008206.